# Chadaravalli, Sagar
Chadaravalli là một làng thuộc tehsil Sagar, huyện Shimoga, bang Karnataka, Ấn Độ.